# Send Help
Pour plus de détails, voir Fiche technique et Distribution.
Send Help est un film américain réalisé par Sam Raimi et dont la sortie est prévue en 2026.

## Synopsis
Alors qu'ils voyagent en avion, Linda et son agaçant patron sont les deux seuls survivants du crash de leur appareil. Celui-ci s'écrase sur une petite île déserte. Linda, qui possède de sérieuses compétences en survie, est donc le seul espoir de Bradley pour rester en vie,.

## Fiche technique
Sauf indication contraire, les informations mentionnées dans cette section peuvent être confirmées par la base de données cinématographiques IMDb,  présente dans la section « Liens externes ».
- Titre original : Send Help
- Réalisation : Sam Raimi
- Scénario : Mark Swift et Damian Shannon (en)
- Production : Zainab Azizi et Sam Raimi
- Société de production : Raimi Productions
- Société de distribution : 20th Century Studios
- Budget : N/A
- Pays de production :  États-Unis
- Langue originale : anglais
- Format : couleur
- Genre : comédie horrifique, thriller, aventures, film de survie
- Dates de sortie[3] : Dates sujettes à modification
  - France : 28 janvier 2026[4]
  - États-Unis : 30 janvier 2026

## Distribution
- Rachel McAdams : Linda
- Chris Pang
- Dylan O'Brien
- Dennis Haysbert

## Production
En octobre 2019, Columbia Pictures annonce que Sam Raimi va réaliser un film d'horreur, alors sans titre, basé sur un script écrit par le duo Mark Swift et Damian Shannon (en). Ce projet marque le retour du cinéaste au genre horrifique depuis Jusqu'en enfer, sorti en 2009.
En juillet 2024, il est précisé que le projet s'intitule Send Help et qu'il sera distribué par 20th Century Studios. D'autres commentaires annoncent que le scénario est une sorte de mélange entre les films Misery (1980) au Seul au monde (2000).
En octobre 2024, Rachel McAdams entre en négociation pour l'un des rôles principaux. En décembre 2024, Chris Pang rejoint quant à lui le film. Début 2025, Dylan O'Brien et Dennis Haysbert sont confirmés alors que la présence de Rachel McAdams est officiellement confirmée,.
Initialement prévu en janvier 2025,, le tournage débute finalement en février 2025.

## Sortie et accueil
En février 2025, il est annoncé que la sortie américaine est fixée au 30 janvier 2026.